# Soppe-le-Haut
Soppe-le-Haut (deutsch Obersulzbach) ist eine ehemalige französische Gemeinde mit 528 Einwohnern (Stand: 1. Januar 2022) im Département Haut-Rhin in der Europäischen Gebietskörperschaft Elsass und in der Region Grand Est (bis 2015 Elsass). Sie gehörte zum Arrondissement Thann-Guebwiller und zum  Gemeindeverband Vallée de la Doller et du Soultzbach.
Mit Wirkung vom 1. Januar 2016 wurden die früheren Gemeinden Soppe-le-Haut und Mortzwiller zu einer Commune nouvelle mit dem Namen Le Haut Soultzbach zusammengelegt.

## Geografie
Soppe-le-Haut liegt im Soultzbachtal in den südöstlichen Vogesen, etwa 20 Kilometer westlich von Mülhausen und 20 Kilometer nordöstlich von Belfort. Im Südwesten grenzt Soppe-le-Haut an die Region Bourgogne-Franche-Comté, die hier die Rhein-Rhône-Wasserscheide bildet.

## Geschichte
Der ursprünglich deutsche Name und der gleichnamige Fluss bedeuten so viel wie salziger Bach. Man geht davon aus, dass an der Stelle des Dorfes bereits in gallo-römischer Zeit eine Siedlung nahe einem Kastell bestand, die an der Römerstraße von Mandeure nach Artzenheim lag. Um das Jahr 1100 erscheint der Name des Ortes erstmals bei der Gründung des Priorates von St. Morand in Altkirch und St. Nikolaus  in Rougemont.

### Bevölkerungsentwicklung
| Jahr            | 1962 | 1968 | 1975 | 1982 | 1990 | 1999 | 2007 | 2013 | 2022 |
| Einwohner       | 258  | 259  | 257  | 336  | 442  | 517  | 571  | 567  | 528  |
| Quelle: Cassini |      |      |      |      |      |      |      |      |      |

## Sehenswürdigkeiten
Die Kirche St. Margarethen (Église Sainte-Marguerite) stammt aus dem 3. Quartal des 18. Jahrhunderts. Sie wurde anstelle eines Vorgängerbaues unter Beibehaltung des Turmes aus dem Jahr 1469 errichtet. Seit 1995 ist die Kirche als Monument historique klassifiziert.
|  |  |

## Persönlichkeiten
- Landolin Winterer (1832–1911), katholischer Priester, Schriftsteller und Abgeordneter des deutschen Reichstages.
- Joseph Remy (1857–1936), Landtagsabgeordneter und Bürgermeister von Wattwiller

## Verkehrsanbindung
Durch das Dorf Soppe-le-Haut führt die Straße D 48 von Lauw nach Soppe-le-Bas. Südwestlich des Dorfes verlaufen parallel die Fernstraße D 483 und die Autoroute A 36 (beide von Belfort nach Mülhausen). Der drei Kilometer nördlich von Soppe-le-Haut gelegene Bahnhof in Sentheim ist Endpunkt der Museumsbahnlinie Train Thur Doller Alsace, die von Cernay aus vorwiegend mit Dampflokomotiven betrieben wird. In Cernay besteht Anschluss an den Tram-Train Mulhouse–Vallée de la Thur.

## Belege
1. ↑  Soppe-le-Haut auf ot-masevaux-doller.fr. (doc; 1,9 MB) Abgerufen am 5. Mai 2011 (französisch).
2. ↑  Soppe-le-Haut auf cassini.ehess.fr
3. ↑  Eintrag in der Base Mérimée des französischen Kulturministeriums. Abgerufen am 5. Mai 2011 (französisch).